# The Other Side (album Evy Cassidy)
The Other Side to album nagrany przez Chucka Browna i Evę Cassidy. Jego premiera miała miejsce w 1992 roku. Wydany pod szyldem Liaison records album zawiera standardy jazzowe, bluesowe oraz soulowe. Utwory wykonywane są zarówno solowo, jak i przez duet artystów. Jest to jedyny album studyjny Evy Cassidy wydany za jej życia.

## Lista utworów
1. Let the Good Times Roll (Shirley Goodman, Leonard Lee) – 3:12
2. Fever (Eddie Cooley, John Davenport) – 4:16
3. You Don’t Know Me (Eddy Arnold, Cindy Walker) – 4:59
4. I Could Have Told You So (Jimmy Van Heusen, Carl Sigman) – 3:31
5. Gee, Baby, Ain’t I Good to You (Andy Razaf, Don Redman) – 2:44
6. I’ll Go Crazy (James Brown) – 2:50
7. You Don’t Know What Love Is (Gene de Paul, Don Raye) – 4:40 (Chuck Brown solo)
8. Drown in My Own Tears (Henry Glover) – 5:37
9. God Bless the Child (Billie Holiday, Arthur Herzog, Jr.) – 3:18 (Eva Cassidy solo)
10. Red Top (Ben Kynard, Lionel Hampton) – 2:55
11. Dark End of the Street (Dan Penn, Chips Moman) – 3:55 (Eva Cassidy solo)
12. The Shadow of Your Smile (Johnny Mandel, Paul Francis Webster) – 3:30
13. Over the Rainbow (Harold Arlen, E.Y. Harburg) – 5:02 (Eva Cassidy solo)
14. You’ve Changed (Bill Carey, Carl Fischer) – 4:00

Podczas sesji nagraniowej zarejestrowano również utwór Need Your Love So Bad, który ukazał się na płycie Eva by Heart.

## Muzycy
- Chuck Brown – śpiew, gitara
- Eva Cassidy – śpiew, gitara, instrumenty klawiszowe
- Keith Grimes – gitara
- Dave Lourim – gitara
- Dan Cassidy – skrzypce
- Matthew Allen – instrumenty smyczkowe
- Philip Jehle – klarnet
- Tom Crawford – saksofon
- Donnell Floyd – saksofon
- C.J. – saksofon
- Gilbert Pryor – trąbka
- The Reverend Pope – trąbka
- „Little” Benny Harley – trąbka
- Roy Battle – puzon
- Lenny Williams – pianino, wibrafon
- Mark „Godfather” Lawson – organy
- Kent Wood – organy, syntezator
- Chris Biondo – kontrabas, kongo
- Keter Betts – kontrabas
- Raice McLeod – instrumenty perkusyjne
- Jim Campbell – instrumenty perkusyjne
- Ju Ju House – instrumenty perkusyjne
- William Cook – kongo
- Darryl Andrews – instrumenty perkusyjne